# 宋枋遠
宋枋遠（1738年—1781年），字元馭，號西庭，江蘇蘇州府元和縣人，清朝政治人物，任四庫全書館職官。

## 生平
來自蘇州長洲宋氏家族。高祖宋振業；曾祖宋敏行；祖父宋安仁；父宋淇源為元和監生，歷任廣西泗城府知府、廣東南雄府知府等，在南雄期間曾推動道南書院發展；從伯父宋清源；伯父宋巨源為乾隆十年（1745年）乙丑科進士，編修邵泰女婿。母張氏。
宋枋遠為元和例監生，乾隆三十三年（1768年）戊子科順天鄉試舉人。三十七年（1772年）考選內閣中書，任內閣協辦侍讀，充文淵閣檢校，授文林郎。四十六年（1781年）卒於官。族父宋銑與宋鎔亦為四庫全書館職官。
夫人為河陝汝道陳起塘女。有二子一女。